# Рукія
Рукія (Rukia) — рід горобцеподібних птахів родини окулярникових (Zosteropidae). Представники цього роду є ендеміками Федеративних Штатів Мікронезії.

## Види
Рід нараховує 2 види: 
- Рукія довгодзьоба (Rukia longirostra)
- Рукія чуюцька (Rukia ruki)

## Етимологія
Наукова назва роду Rukia походить від колишньої назви островів Чуук, які раніше називались Рюк.